# Morphosphaera chrysomeloides
Morphosphaera chrysomeloides là một loài bọ cánh cứng trong họ Chrysomelidae. Loài này được Bates miêu tả khoa học năm 1866.